# Rage 2
Rage 2 es un videojuego de disparos en primera persona desarrollado por Avalanche Studios junto con id Software y publicado por Bethesda Softworks. Es la continuación del título de 2010, Rage. El juego fue lanzado para Microsoft Windows, PlayStation 4 y Xbox One el 14 de mayo de 2019.

## Desarrollo
El juego es un desarrollo conjunto entre id Software y Avalanche Studios. Avalanche fue seleccionado como el socio de colaboración para el proyecto, ya que id Software quedó impresionado por el trabajo de Avalanche en Just Cause 3, especialmente su juego emergente basado en la física. Según Tim Willits, el equipo esperaba que la secuela pudiera cumplir la promesa hecha por el primer juego, que fue limitado por la tecnología durante su lanzamiento. Willits agregó que Rage 2 se diseñó para ser la "fantasía de poder" del jugador, por lo que se aseguraron de que no se sintieran poco potenciados al comienzo del juego. El juego presenta una colorida paleta de colores para distinguirse de los demás juegos de id Software. Rage 2 utiliza el motor de juegos Apex de Avalanche Studios en lugar de Id Tech de id Software. El motor Apex permitió al equipo crear un ambiente interior detallado así como también amplias ubicaciones al aire libre.
Una continuación de Rage fue insinuada por Pete Hines, de Bethesda Softworks, quien creía que tanto Rage como The Evil Within habían vendido lo suficiente como para garantizar secuelas. A mediados de mayo de 2018, los rumores de la secuela se alimentaron cuando el sitio web de Walmart Canadá actualizó sus secciones de videojuegos con varios títulos aún no anunciados, que incluían Rage 2. Bethesda se burló de Walmart en las redes sociales en los días siguientes, pero esto convertido en pistas más directas de la existencia de la secuela. Bethesda reveló formalmente Rage 2 el 14 de mayo de 2018 con un avance y un tráiler del juego al día siguiente. Se espera que el juego sea lanzado en Microsoft Windows, PlayStation 4 y Xbox One en la segunda mitad de 2019. La Edición de Coleccionista del juego, que incluye una cabeza mutante cortada con la voz de por Andrew W.K., se lanzará al mismo tiempo junto con la edición estándar. Los jugadores que preordenen el juego tendrán acceso a una misión exclusiva y elementos de juego adicionales. Willits reveló que el juego será un juego no pay to win, y prometió que no habrían cajas de botín.

## Jugabilidad
El juego es un shooter en primera persona. Los jugadores asumen el control del guardabosque Walker, que es libre de explorar el mundo abierto post-apocalíptico del juego. Los jugadores tendrán acceso a varias armas de fuego para luchar contra los enemigos. Los jugadores pueden maximizar aún más la potencia de estas armas de fuego activando el modo Overdrive, que también aumentará las recompensas del juego. Los nanotritos del primer juego, que actúan como poderes especiales y potenciadores de la capacidad, también se pueden usar para aumentar la eficacia en combate. El juego también presenta combates vehiculares, además el jugador puede conducir cualquier vehículo en el mundo del juego.

## Argumento
En el juego, los jugadores asumen el control del último guardabosque, Walker, que debe sobrevivir en un mundo habitado por mutantes peligrosos después de ser haber sido golpeado por un asteroide. El juego tendrá lugar 30 años después del juego original y contará con un elenco de personajes nuevos y existentes.